# Tutti a Zanzibar
Tutti a Zanzibar (Stand on Zanzibar) è un romanzo fantascientifico distopico scritto da John Brunner e pubblicato per la prima volta nel 1968.
Il romanzo ha vinto il premio Hugo, il premio BSFA e il Premio Apollo ed è stato candidato al premio Nebula.

## Trama
Le vicende dei due personaggi principali sono alternate a frammenti di notiziari e brevi vicende parallele. Si delinea così il quadro di una società in cui ognuno, pur senza cadere in evidenti eccessi di oppressione, è comunque estremamente condizionato dalla pubblicità e da alcuni stereotipi di comportamento a cui viene implicitamente imposto di conformarsi. 
Anno 2010: sette miliardi di persone popolano la terra. Assegnando a ognuno uno spazio di 30 × 60 cm, l’umanità occuperebbe per intero i 1658 chilometri quadrati di Zanzibar. Norman è un brillante dirigente della General Technics, una multinazionale con sede negli USA. Divide le spese e lo spazio di un lussuoso miniappartamento con Donald, ufficialmente studioso ma in realtà agente dei servizi segreti. La General Technics è potentissima soprattutto per aver realizzato il supercomputer Shalmanezer, che secondo molti potrebbe aver raggiunto l’autonomia intellettuale, dato che in alcune occasioni manifesta un certo umorismo un po’ ironico. Meta di pellegrinaggi turistici, il computer ha anche nemici.
Norman deve intervenire per bloccare un’ammoccatrice che, ascia alla mano, tenta di distruggerlo gridando che è opera del diavolo. Gli ammoccatori sono persone molto temute, perché perdono l’equilibrio mentale a causa di disadattamento sociale, eccesso di promiscuità, uso di droghe e ideologie esasperate. Esplodono improvvisamente massacrando a caso la folla o colpendo un obiettivo specifico. Tornato a casa, però, Norman non riferisce l’episodio a Donald, che ha notato il suo turbamento. Shalmanezer presiede all’informazione pubblica fornita dal seguitissimo network Skanalizer, che tra l’altro permette a chi dispone di dispositivi personalizzati di attribuire ai beniamini della tv, i signori Dovunque, le proprie sembianze. Ovviamente però deve occuparsi di elaborare situazioni ben più importanti. 
La General Technics deve trovare un modo per realizzare un importantissimo e lucroso progetto di estrazione mineraria oceanica, e Shalmanezer viene programmato per elaborare il programma di fattibilità in un piccolo Paese africano, la Beninia. Si tratta di una nazione estremamente arretrata e povera, schiacciata tra Paesi confinanti che vorrebbero invaderla, dove tuttavia la popolazione non si lamenta, è coesa e solidale con le decisioni del venerato presidente Obomi, un anziano saggio e lungimirante. Lo sviluppo della Beninia, oltre a costituire una testa di ponte per gli affari della General Technics, è ben visto dal governo che desidera creare stabilità in un’area potenzialmente rischiosa per la pace internazionale. Norman partecipa agli incontri preliminari e alle discussioni su tempi e modalità di costituzione delle infrastrutture. Nell’arco di tre generazioni la Beninia potrebbe raggiungere livelli di istruzione e progresso sociale simili a quelli degli Stati più evoluti.
Quasi a fare da contraltare alla Beninia, però, di fronte alla Cina un arcipelago di cento isole, lo stato di Yatakang, ha raggiunto un’enorme prosperità e la totale autosufficienza grazie alle scoperte scientifiche. Il principale artefice della fortuna nel campo della genetica è il dottor Sugaiguntung, emerito docente universitario, sottoposto a fortissime pressioni dal governo autoritario. Non riesce a far comprendere che i risultati già sbandierati non sono ancora raggiunti, e forse gli effetti collaterali renderebbero vane le sue ricerche. Il suo presidente ha infatti annunciato al mondo intero che la popolazione di Yatakang sarà ottimizzata. L’eugenetica è una realtà accettata ormai ovunque, ma poco praticata per gli alti costi e i rischi correlati alla manipolazione di geni umani. Ma l’annuncio della scoperta fa insorgere il resto del mondo: la gente che non può avere figli, dato che le leggi escludono dalla procreazione portatori di difetti ereditari anche di poco conto, vuole che la nuova tecnologia venga messa a disposizione di tutti. 
Seguono disordini e manifestazioni. Il governo americano decide che è il caso di rapire Sugaiguntung e incarica della missione Donald.
Il giovane, che sperava ormai di non essere più chiamato in servizio, subisce un trattamento di ‘amplificazione’ in una base militare segreta. Alla fine del duro addestramento ha acquisito le attitudini psicologiche e fisiche di un militare d’assalto, anche se non si sente a suo agio nella nuova personalità. Una volta in Yatakang, nella falsa veste di giornalista, ha tuttavia modo di utilizzare le sue abilità eccezionali salvando dall’attacco di un ammoccatore armato di spada proprio il dottor Sugaiguntung. Ciò gli permette di entrare in confidenza con il professore, che gli rivela le sue preoccupazioni per le conseguenze dell’ottimizzazione: quattro dei suoi cinque orangutan modificati si sono suicidati, con l’ultimo si possono scambiare un centinaio di parole. Teme anche le possibili malformazioni fisiche dei soggetti e la loro eventuale mancanza di inibizioni all’omicidio. Donald trova il terreno adatto alla proposta di fuga e promette al professore che in America potrà condurre serenamente e senza fretta le sue ricerche: l’importante è smentire subito le false affermazioni del suo governo. Con l’aiuto dei guerriglieri antigovernativi di Yatakang i due riescono a sottrarsi alla sorveglianza e fuggire nella foresta, dove il professore si ammala gravemente perdendo a lungo conoscenza. Quando si riprende vorrebbe tornare indietro, ma Donald lo costringe a imbarcarsi con lui su un peschereccio che li lascia in alto mare, dove attendono il sommergibile mandato a prelevarli. Sugaiguntung non ce la fa più e si uccide con il coltello di Donald.
Nel frattempo in America anche Norman deve affrontare guai: Shalmanezer si rifiuta di elaborare i dati sulla popolazione della Beninia scartandoli come impossibili. Solo l’intervento del sociologo Chad Mulligan, che fa accettare al computer l’esistenza di una forza sconosciuta che influenza il comportamento dei beniniani, riesce a sbloccarlo. Chad, autore di testi famosissimi, è tornato alla ribalta dopo un periodo di vita da barbone, pur essendo ricchissimo, solo per prendersi la soddisfazione di provare che Shalmanezer ormai ragiona come un essere umano, non accettando ciò che gli sembra impossibile. Il sociologo diventa amico di Norman e si entusiasma del progetto Beninia: partono insieme per raccogliere ulteriori informazioni sul posto. Donald, ritornato distrutto dall’esperienza in Yatakang, riesce a contattare Norman e raggiungerlo in Beninia, anche se è seguito ovunque da un attendente che non esita a fargli iniezioni di tranquillanti perché dopo l’amplificazione è diventato un soggetto pericoloso. Lo sgomento nel rivedere l’amico così cambiato è però mitigato dalla scoperta di una mutazione genetica dei beniniani, che naturalmente traspirano una sostanza tranquillante: basta anche stare semplicemente accanto a loro per inalarla e perdere l’aggressività. Gli studi proseguiranno e sarà compito di Shalmanezer trovare un modo per replicare la mutazione, salvando così l’umanità dall’autodistruzione. 
Il romanzo ha anche una quantità di personaggi minori, le cui vicende non interferiscono con le storie dei protagonisti ma spiegano i problemi di una società sovrappopolata e con scarse risorse per il futuro: gente comune che le leggi restrittive del diritto di procreare costringono a fuggire o rischiare adozioni illegali; persone che ricordano con rimpianto i tempi in cui c’era tanta acqua che ci si poteva fare la doccia tutti i giorni; donne potenti capitani d’industria e ragazze che sopravvivono trasferendosi da un appartamento di scapolo all’altro. La droga è legale e non manca chi tra un ‘volo’ e l’altro fornisce, anche senza internet, istruzioni per realizzare ordigni esplosivi. Pubblicità martellante: povero è chi ha l’ultimo modello di qualcosa, ma non i soldi per iniziare a pagare le rate del successivo.

## Edizioni
La prima edizione italiana, tradotta da Renato Prinzhofer, è del 1977, nella collana "SF Narrativa d'Anticipazione" dell'Editrice Nord (ISBN 88-429-0614-X).